# Elisabeth Abad
Elisabeth Abad i Giralt, née en 1962, est une femme politique espagnole membre de la Convergence démocratique de Catalogne (CDC).

## Biographie

### Profession
Elle est titulaire d'une licence en droit obtenue à l'université de Barcelone, spécialisée en droit administratif et catalan. Elle est avocate. En 2013 elle est nommée directrice du centre d'initiatives pour la réinsertion catalan. Elle démissionne en novembre 2015.

### Carrière politique
Elle est députée au Parlement de Catalogne de 2010 à 2012.
Le 7 janvier 2016, elle est désignée sénatrice par le Parlement catalan en représentation de la communauté autonome de Catalogne. Son mandat n'est pas renouvelé par le Parlement et prend fin en mai 2018.